# Min hemdator
Min hemdator var en datortidning som gavs ut av förlaget Nova media mellan 1983 och 1984. Tidningen bytte efter tre nummer namn till Min hemdatortidning. Tidningen ersattes av Persondatorn.